# El Bilad (chaîne de télévision)
Pour les articles homonymes, voir El Bilad.
El Bilad TV, en arabe : البلاد تيفي, est une chaîne de télévision généraliste privée algérienne basée à Alger lancée en 19 mars 2014.
Elle est une filiale du groupe El Bilad, et constitue un puissant relais de propagande du pouvoir militaire algérien.

## Programmes

### Émissions de télévision
- Comment c'est fait

## Siège
Son siège situe à Alger.

## Diffusion
- El Bilad News est disponible sur le satellite Nilesat à la fréquence 10922 v 27500[2].

## Audiences
Selon un étude de l'institut MMR, la chaîne occupe la cinquième place en Algérie en matière d'audimétrie avec 4,71 % des parts entre le 5 et le 11 décembre 2019.

## Sanctions
La chaîne est suspendue par le ministère de la communication pendant une semaine le 24 août 2021 à la suite de  « violations liées à son non-respect des recommandations dans le cadre de la protection des enfants et mineurs lors de la diffusion de ses programmes ».